# 高岡香
高岡 香（たかおか かおり、11月16日 - ）は、日本の女性声優。キャトルステラ所属。福島県出身。

## 来歴
2010年8月まではメディアフォースに、同年12月から2017年12月まではアクロス エンタテインメントに所属していた。

## 人物
特技はバスケットボール、スキー、UFOキャッチャー。趣味はゾンビ映画鑑賞、聖地めぐり。

## 出演
太字はメインキャラクター。

### テレビアニメ
- 農業ムスメ!（2010年、花畑キラリ）
- リングにかけろ1 影道編 SHADOW（2010年、ネネ）
- リングにかけろ1 世界大会編（2011年、フランスJr.のティファニー 他）
- 義風堂々!! 兼続と慶次（2013年、少年茂助）
- ロボットガールズZ（2014年、ガイちゃん〈ガイキング〉[6]）
- ロボカーポリー（2014年、ブルニー）
- ワールドトリガー（2015年、茶野真）
- 女神寮の寮母くん。（2021年、男装コンテスト司会、道場の子供達）
- 冰剣の魔術師が世界を統べる（2023年、ブラッドリィ夫人）

### Webアニメ
- ロボットガールズZ プラス（2015年、トリプルガイちゃん〈トリプルガイキング〉[7]）

### ゲーム
2009年
- S彼氏上々〜王子の誘惑〜（佐伯原咲人）
- 家庭教師ヒットマンREBORN!DS オレがボス!最強ファミリー大戦（主人公キャラ〈女の子〉）

2012年
- Dear My Lord〜ラインハート家の執事（アルバート）

2013年
- 幻獣姫 （タレイア）
- 幻獣姫 モンスタープリンセス（九尾の狐）

2014年
- 幻獣姫（ネメアーの獅子）
- ロボットガールズZ ONLINE（ガイちゃん〈ガイキング〉、トリプルガイちゃん〈トリプルガイキング〉）
- 青春姫 SCHOOL PRINCESS（八坂紗雪）
- ドラゴンジェネシス 聖戦の絆（女レンジャー役）

2015年
- GALTIA（イグニス）
- ファントム オブ キル（トト）
- PROJECT X ZONE 2:BRAVE NEW WORLD（十二、二十二）

2016年
- 妖怪百姫たん！（ホヤウカムイ、滝霊王）
- 少女とドラゴン －幻獣契約クリプトラクト－（ペルシャ＝ルー、アマゾネス、ハンプティ＆ダンプティ、マルリゼア、フルート）
- 感染×少女（熊野和華、牧瀬沙耶香）
- 天空のクラフトフリート（オクサナ、カルディナ、ゼルマ）

2017年
- 戦場のツインテール（マカッサ）
- メモリアルレコード(カタリーナ)
- るるたるイデア（メネディ、ゾエール、オデット）
- リバースユニオン（里守りの射手）
- あやかし百鬼夜行～極～（鬼女紅房）
- グラナド・エスパダ（コア）

2018年
- モン娘☆は〜れむ（トリプルガイちゃん〈トリプルガイキング〉）
- クイズRPG 魔法使いと黒猫のウィズ（エイラ・ナルヴィ、ロキ）

2019年
- ヴァルキリーアナトミア ―ジ・オリジン―（サイラ）

2020年
- 極光のレムリア（アイラ、ジン 他）

2022年
- ヴェルヴェット・コード（高雄、ウィチタ）

### 吹き替え
- 今宵、天使が舞い降りる
- ダーティ・ガイズ（クロエ、パメラ、母親）
- ステータス・アップデート（シャーロット〈コートニー・イートン〉）
- イット・カムズ（ニコール）
- シークレット・ルーム（テイラー）
- ザ・レイド レディ・ミッション(ジョアナ)
- ごめん、愛してる
- 表参道高校合唱部!（ネットの声）

### 特撮
- スーパー戦隊シリーズ
  - 魔進戦隊キラメイジャー（2020年、ポーチの声）
  - 機界戦隊ゼンカイジャー（2021年、ケミィの声[13]、メロリアの声[14]）
  - ナンバーワン戦隊ゴジュウジャー（2025年、ミツタ・ファイブの声[15]）
- 仮面ライダーシリーズ
  - 仮面ライダーガッチャード（2023年 - 2024年、ドッキリマジーンの声、アントルーパーの声、サスケマルの声、パクラプターの声[16]）
  - 仮面ライダー THE WINTER MOVIE ガッチャード&ギーツ 最強ケミー★ガッチャ大作戦（2023年、ウツボッチャマの声）
  - ホッパー1のはるやすみ（2025年、パクラプターの声[17]）
  - 仮面ライダーガッチャード GRADUATIONS（2025年、パクラプターの声、アントルーパーの声、ウツボッチャマの声）

### ラジオ
- 農業ムスメ!〜みのり村放送局〜（農業ムスメ!公式サイト：2010年8月12日 - 不明、HiBiKi Radio Station：2011年1月17日 - 2011年12月19日）
- 東映アニメーションモバイルSTATION（アニメイトTV：2012年4月20日 - ）[18]
- ロボガラジオ　聞かなきゃ全員フルボッコだZ!（HiBiKi Radio Station：第5回ゲスト）
- 一生ポリケロ （ラジオ大阪・音泉：第269回ゲスト）[19]

### インターネットテレビ
- 「ロボットガールズＺ　テレビアニメ化記念スペシャルだゼーット！」（ニコニコ生放送：2013年10月17日）
- 「アニメＯＮ！」アニメ情報コーナーゲスト（ニコニコ生放送：2014年1月28日）
- 「ロボットガールズZ劇場上映記念スペシャルだゼーット！」（ニコニコ生放送：2014年5月14日）
- 「ロボットガールズZ 9.5 話特別配信＆オンラインネタが山ほどあるんだゼーット！」（ニコニコ生放送：2014年9月3日）

### テレビ番組
- 「農業ムスメ!収穫の秋スペシャル」（アニマックス：2010年10月7日）
- 「放送直前！『ロボットガールズＺ』特番」（東映チャンネル：2013年12月6日）

### テレビドラマ
- 劇団演技者。
- 絶対彼氏。
- 山田太郎ものがたり

### 映画
- 交渉人真下正義

### プロモーションビデオ
- SUMMER

### CD

#### ドラマCD
- GALTIA〜バストゥーニ編〜（イグニス）[20]
- 「ロボットガールズZ」ガイキングLOD特別ドラマCD VOL.1（ガイちゃん）[21]※ガイキングLOD DVD-BOX VOL.1初回封入特典

#### ラジオCD
- 農業ムスメ!〜みのり村放送局〜 シリーズ
  - 農業ムスメ!〜みのり村放送局〜いちまいめっ☆（パーソナリティ）
  - 農業ムスメ!〜みのり村放送局〜にまいめっ☆（パーソナリティ）
  - 農業ムスメ!〜みのり村放送局〜さんまいめっ☆（パーソナリティ）

#### 音楽CD
- ロボットガールズZ ソングアルバム1 / 「ロボットガールズT」ロボットガールズ チームT［高岡香、佐藤聡美、辻あゆみ、喜多丘千陽］

### パチンコ・パチスロ機
- 藤商事『CR地獄先生ぬ〜べ〜』（葉月いずな、陽神明）

### CM
- 東映ロボットガールズ（ガイちゃん）